# Quatre-Bras

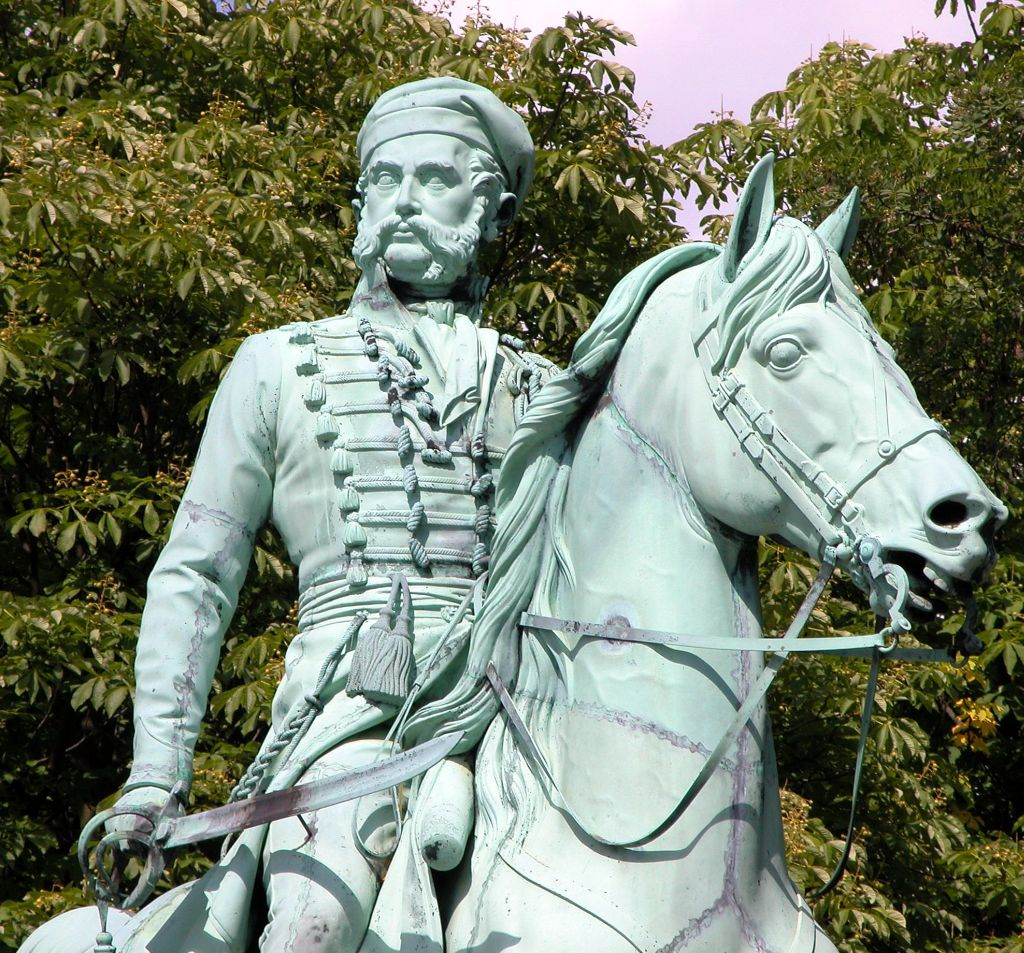
Der „Schwarze Herzog“, Standbild in Braunschweig

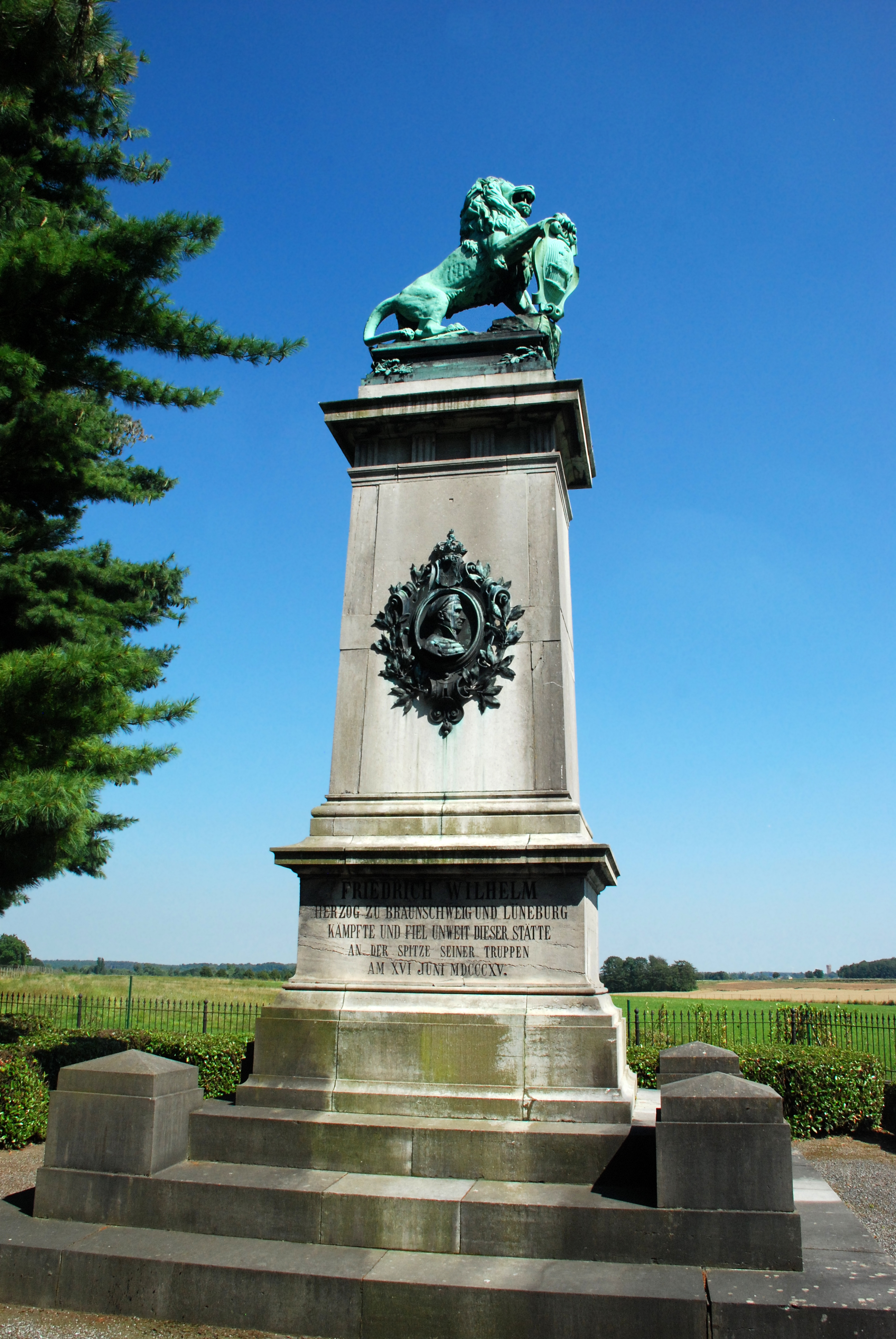
Denkmal an die Schlacht 1815 in Genappe

Quatre-Bras oder Quatre-Bras de Baisy-Thy (vier Arme) ist der Knotenpunkt der Landstraße von Brüssel nach Charleroi (N5) und von Namur nach Nivelles (N93) gelegen neben Baisy-Thy (Gemeinde Genappe) in der belgischen Provinz Wallonisch-Brabant, Bezirk Nivelles.
Der Ort ist berühmt durch die Schlacht vom 16. Juni 1815 zwischen den Alliierten unter Wellington und den Franzosen unter Ney. Die Angriffe der französischen Reiterei scheiterten am Widerstand des deutschen und britischen Fußvolkes. Auf beiden Seiten fielen ungefähr 5.000 Mann, darunter Herzog Friedrich Wilhelm von Braunschweig und Oels, dem hier ein Löwen-Denkmal 75 Jahre nach seinem Tod errichtet wurde. Es wurde kupfergetrieben in der Wilhelmshütte in Bornum im Auftrage des Landes Braunschweig hergestellt.
Koordinaten: 50° 34′ N, 4° 27′ O